# Bureau politique du Parti communiste vietnamien
Le Bureau politique du Parti communiste vietnamien (en vietnamien : Bộ Chính trị Ban Chấp hành Trung ương Đảng Cộng sản Việt Nam, en russe : Politburo), anciennement Comité permanent du Comité central de 1930 à 1951, est la plus haute autorité du Parti communiste vietnamien (PCV). Selon les règles du Parti, le Politburo dirige l'orientation générale du gouvernement et édicte des politiques qui ont été approuvées soit par le Congrès national du Parti, soit par le Comité central.
Les membres du Politburo sont élus et classés par le Comité central lors du Congrès national du Parti. L'actuel Politburo (13e) a été élu par le Comité central au lendemain du 13e Congrès national et se compose de 18 membres. Le premier membre est le secrétaire général.

## Schéma politique du Parti communiste vietnamien
|  |  |  |  |  |  | Secrétaire général            |  |  |  |  |  |  |  |
|  |  |  |  |  |  | Bureau politique18 membres    |  |  |  |  |  |  |  |
|  |  |  |  |  |  |                               |  |  |  |  |  |  |  |
|  |  |  |  |  |  | Comité central197 membres     |  |  |  |  |  |  |  |
|  |  |  |  |  |  |                               |  |  |  |  |  |  |  |
|  |  |  |  |  |  | Le Parti5 millions de membres |  |  |  |  |  |  |  |

## Composition du13ePolitburo
En 2021, le Politburo est composé de :
Secrétaire général
- Nguyễn Phú Trọng

Membres du Bureau politique
- Nguyễn Xuân Phúc
- Phạm Minh Chính
- Vương Đình Huệ
- Trần Tuấn Anh (vi)
- Nguyễn Hòa Bình (vi)
- Lương Cường
- Đinh Tiến Dũng (vi)
- Phan Văn Giang (vi)
- Tô Lâm
- Trương Thị Mai
- Trần Thanh Mẫn
- Phạm Bình Minh
- Nguyễn Văn Nên (vi)
- Nguyễn Xuân Thắng (vi)
- Võ Văn Thưởng
- Phan Đình Trạc (vi)
- Trần Cẩm Tú (vi)